# Uzina electrică Filaret
Uzina electrică Filaret este un monument istoric situat în București, sector 4, Str. General Candiano Popescu nr. 3A, înregistrat cu cod LMI B-II-m-B-19461.

## Descriere
Clădirea principală se compune din corpul inițial perpendicular pe stradă și unul adosat și paralel cu strada, extins în mai multe etape, având o lungime de cca 120 metri. Ambele corpuri au un singur nivel, secțiunea de tip basilical cu structură portantă din cărămidă, șarpantă metalică și finisaje exterioare din cărămidă aparentă cu elemente tencuite. Ambele corpuri au câte un turn adosat (inițial folosit ca rezervor de apă) precum și câte un corp mai jos, adosat, cu funcțiuni anexe. Se păstrează podul rulant din hala principală. Unul dintre motoarele inițiale Carels Frères se păstrează încă la Muzeul Tehnic Prof.ing. Dimitrie Leonida. Se remarcă eleganța fermelor și gradul înalt de iluminare naturală al halelor.

## Istoric

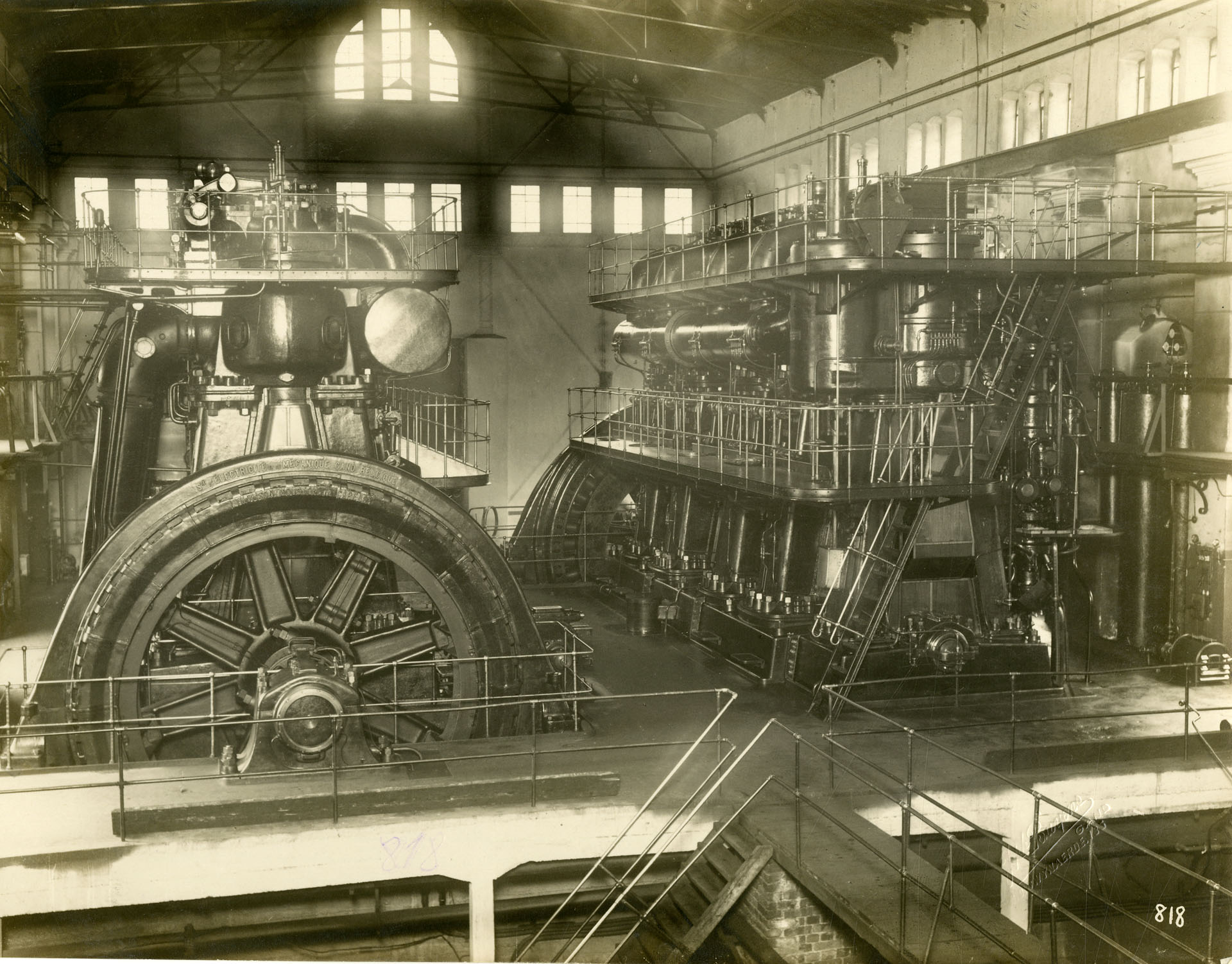
Interiorul

Încă din primăvara anului 1868 se atestă existența în București a unei societăți care primise în concesiune iluminatul orașului cu gaz. Această societate a trecut într-un timp relativ scurt în mâinile mai multor concesionari. În 1880 societatea va fi concensionată unei companii franceze din Paris, care îi va da numele de Compagne de Gaz de Bucarest. Bazându-se pe poziția sa dominantă, aceasta se va opune sistematic introducerii iluminatului electric în București. Acesta va fi introdus abia după 1888 de Primăria Municipiului București.
La nivelul anului 1904 curentul electric era furnizat în principal de mici uzine electrice izolate. Începând din acest an încep discuții între Primăria Municipiului București și Compania de gaz, în contextul în care concesiunea se apropia de sfârșit. În 1906 Compania câștigă o nouă concesiune pentru iluminarea Bucureștiului cu gaz și electricitate, pe o durată de 40 de ani. În urma acestui act societatea își schimbă numele în Societatea generală de gaz și electricitate S.A.R. din București, cu un capital de 10.000.000 de franci francezi.
Noul concesionar a întocmit proiectul și în scurt timp a început construirea unei uzine electrice centrale și a unei rețele generale de distribuție pentru întreg orașul. Uzina electrică a fost amplasată pe vechiul teren al Uzinei de gaz de la Filaret și a fost pusă în funcțiune în septembrie 1908, o dată cu deschiderea stagiunii anuale a Teatrului Național. Ea a început să funcționeze cu trei grupuri de generatori acționați de motoare cu 675 CP, fiecare grup în parte producând 420 kW (motoarele erau fabricate în Belgia, iar generatoarele în Germania, la firma Siemens-Schucker).
Inițial (1908-1909), datorită consumului scăzut generat de prețul ridicat al unui kWh, în locul grupului de rezervă de 420 kW au fost realizate două grupuri de 180 kW. În 1912, după inventarea becului cu filament de wolfram, are loc o creștere a consumului. În acest an dezvoltarea industriei electrice face un pas înainte prin mărirea puterii Uzinei electrice Filaret, instalându-se două noi unități de câte 420 kW.
În 1914, la Uzina electrica Filaret, pe lângă vechile instalații, se montase o unitate de 2.000 CP, urmând instalarea unei unități noi ale
cărei utilaje erau comandate în Belgia. Izbucnirea războiului a întârziat livrarea utilajelor. În ziua de 6 decembrie 1916, trupele germane intră în București, ocupând, printre alte întreprinderi, și uzinele electrice. Uzina Filaret, care funcționa cu motoare diesel, având un consum de combustibil mai redus, a funcționat în permanență. În timpul ocupației s-a adus și motorul diesel de 2.000 CP comandat în Belgia.

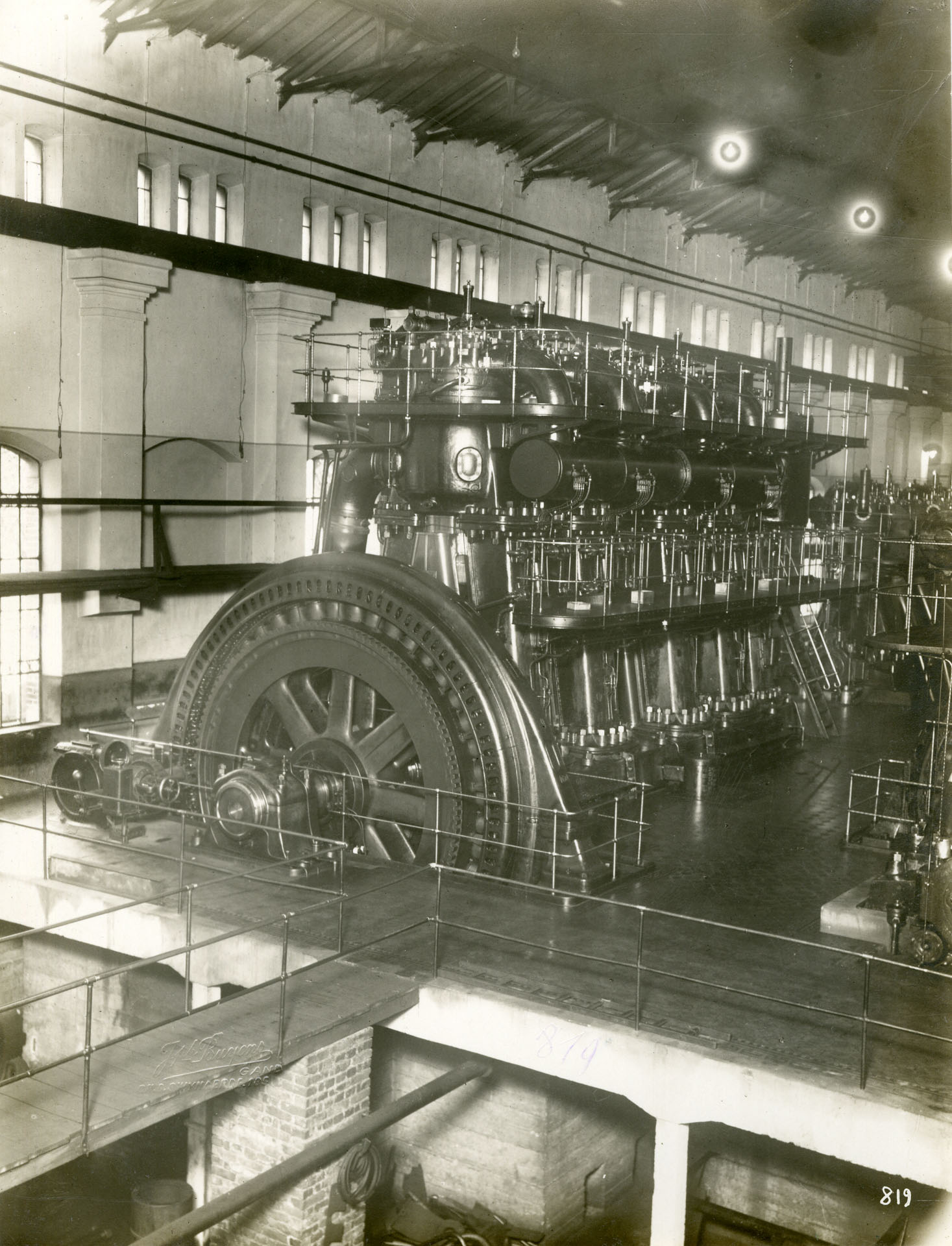
Interiorul

Ca urmare a legii privind reglementarea problemelor energetice, promulgate în 1924, Primăria Municipiului București cumpăra toate acțiunile S.G.G.E printr-o operațiune de ordin bancar, plata făcându-se prin obligațiuni în valoare totală nominală de 36.720.000 de franci francezi, cu o dobândă fixă de 7%. Amortizările urmau să fie făcute în termen de 30 de ani (1954), iar cupoanele și cota de amortizare urmau să fie asigurate de S.G.G.E. Această societate mai avea în același timp pe piața externă obligațiuni de 5% în valoare de 7.600.000 franci francezi, care urmau să fie amortizați până în 1964 corespunzător planului de emisiune. În acest mod, vechii acționari francezi și-au văzut asigurată remunerarea capitalului investit, iar Primăria Municipiului București și-a realizat pe această cale unul dintre dezideratele ei, acela de a concentra uzinele electrice și rețeaua de distribuție a energiei într-o singură mână, devenind astfel proprietara unică a tuturor uzinelor și a întregii rețele electrice a orașului.
În paralel cu începerea construcției de hidrocentrale, între 1927 și 1928 s-a întocmit un program general de dezvoltare a alimentării cu electricitate a capitalei, program aprobat de Consiliul superior al energiei. În baza acestui plan s-a căutat să se dezvolte mai întâi sursele de energie din interiorul capitalei, adică Uzinele Filaret și Grozăvești, stabilindu-se posibilitatea de a ajunge la o dezvoltare maximă. La Uzina electrică Filaret s-a montat între 1928 și 1929 un nou grup de 5.000 CP, cu motor Sulzer, fiind cea mai mare unitate care s-a putut introduce în clădirea veche, și prevăzându-se ca, în locul vechilor motoare de 300 și 675 CP, care fuseseră montate între 1906 și 1908, să se poată monta mai târziu încă două unități de 5.000 CP. Prin aceste noi unități instalate Uzina electrică Filaret era la limita maximă de dezvoltare, întrucât nu dispunea de posibilități de sporire a rezervelor de apă pentru răcire, având și o situație grea în aprovizionarea cu combustibil.
În anii '70 Uzina electrică Filaret a fost dezafectată. Ulterior, directorul Muzeului Tehnic (aflat în vecinătate) a reușit să convingă viceprimarul capitalei că hala Uzinei Filaret este potrivită pentru extinderea muzeului, urmând să fie amenajată aici secția Istoria Iluminatului, a Comunicațiilor și Industriei Electrotehnice. Deși a fost realizat și proiectul acestei reconversii, directorul Uzinei de Energo-reparații a promovat reconversia halei în centru de rebobinare generatoare și a dat la fier vechi ultimile grupuri diesel din interior. Temporar, după 1990, Uzina este iar destinată extinderii Muzeului Tehnic, pentru ca ulterior să fie transformată în Centru de întreținere tehnică periodică a autovehicolelor.
Astăzi uzina se află în patrimoniul S.C. ELECTRICA S.A. O expertiză tehnică datată 1997 arată necesitatea consolidării structurii.
Muzeul Național Tehnic Prof.ing. Dimitrie Leonida posedă o machetă a Uzinei electrice Filaret, cu toate cele trei corpuri și turnul de răcire, la interior fiind reprezentați și generatorii electrici.

## Parcul Național al Științei și Tehnicii
În perioada anilor 2000 - 2003 s-a promovat de către Asociația Generală a Inginerilor din România un proiect pentru Parcul Național al Științei și Tehnicii realizat în jurul unor centre de interes cultural din Parcul Carol I: Muzeul Național Tehnic Prof.ing. Dimitrie Leonida, Observatorul Astronomic al Academiei Române, serele din parc, Gara Filaret, Uzina electrică Filaret și alte diverse clădiri și monumente din interiorul parcului. Proiectul nu a fost inițiat, lipsind interesul factorilor decizionali.